# Țvitkove, Huleaipole
Țvitkove (în ucraineană Цвіткове) este un sat în comuna Verhnea Tersa din raionul Huleaipole, regiunea Zaporijjea, Ucraina.

## Demografie
Componența lingvistică a localității Țvitkove
     Ucraineană (92,39%)
     Rusă (4,35%)
     Bulgară (1,09%)
     Română (1,09%)
Conform recensământului din 2001, majoritatea populației localității Țvitkove era vorbitoare de ucraineană (92,39%), existând în minoritate și vorbitori de rusă (4,35%), română (1,09%) și bulgară (1,09%).